# ناحیه کلیرواتر، میشیگان
ناحیه کلیرواتر (به انگلیسی: Clearwater Township) یک منطقهٔ مسکونی در ایالات متحده آمریکا است که در شهرستان کالکاسکا، میشیگان واقع شده‌است.
 ناحیه کلیرواتر  ۲٬۴۴۴ نفر جمعیت دارد و ۱۹۸ متر بالاتر از سطح دریا واقع شده‌است.